# Aartsbisdom Sevilla
Het aartsbisdom Sevilla (Latijn: Archidioecesis Hispalensis; Spaans: Archidiócesis de Seville) is een in Spanje gelegen rooms-katholiek aartsbisdom met zetel in de stad Sevilla. De aartsbisschop van Sevilla is metropoliet van de kerkprovincie Sevilla waartoe ook de volgende suffragane bisdommen behoren:
- Bisdom Cádiz y Ceuta
- Bisdom Córdoba
- Bisdom Huelva
- Bisdom Canarische Eilanden
- Bisdom Jerez de la Frontera
- Bisdom San Cristóbal de La Laguna

## Geschiedenis
Het bisdom werd opgericht in de 3e eeuw. In de 4e eeuw werd het tot aartsbisdom verheven. Bekende vroege aartsbisschoppen waren de heiligen Leander van Sevilla en zijn broer Isidorus van Sevilla in de 7e eeuw. 
Als gevolg van de Islamitische veroveringen kwam het aartsbisdom Sevilla ten val. Vanaf het midden van de 12e eeuw tot het midden van de 13e eeuw mochten er geen bisschoppen in Sevilla worden benoemd. Pas in 1251 kon als gevolg van de Reconquista het aartsbisdom opnieuw worden opgericht. De meeste moskeeën werden tot kerken omgebouwd. Alleen de Santa María la Blanca, Santa Cruz en San Bartolomé werden als synagoge aan de Joodse gemeenschap gegeven. De huidige kathedraal van Sevilla is gebouwd op de fundamenten van de Grote Moskee die door kalief Abu Yaqub Yusuf in 1171 in Sevilla werd herbouwd. De beroemde klokkentoren de Giralda was een minaret die werd gebouwd in opdracht van Almanzor.
De vanaf 1511 in Latijns-Amerika opgerichte bisdommen Santo Domingo, Mexico Stad en Lima werden suffragaan aan Sevilla. Dit bleef zo tot paus Paulus III deze drie bisdommen op 12 februari 1546 tot aartsbisdom verhief.
Op 22 oktober 1953 werd een deel van het grondgebied afgestaan voor het nieuwe bisdom Huelva. Dit gebeurde op 3 maart 1980 nogmaals voor de oprichting van het bisdom Jerez de la Frontera. Het huidige gebied van het aartsbisdom valt samen met dat van de provincie Sevilla.
Sinds 1803 worden de aartsbisschoppen van Sevilla traditioneel kardinaal gecreëerd.

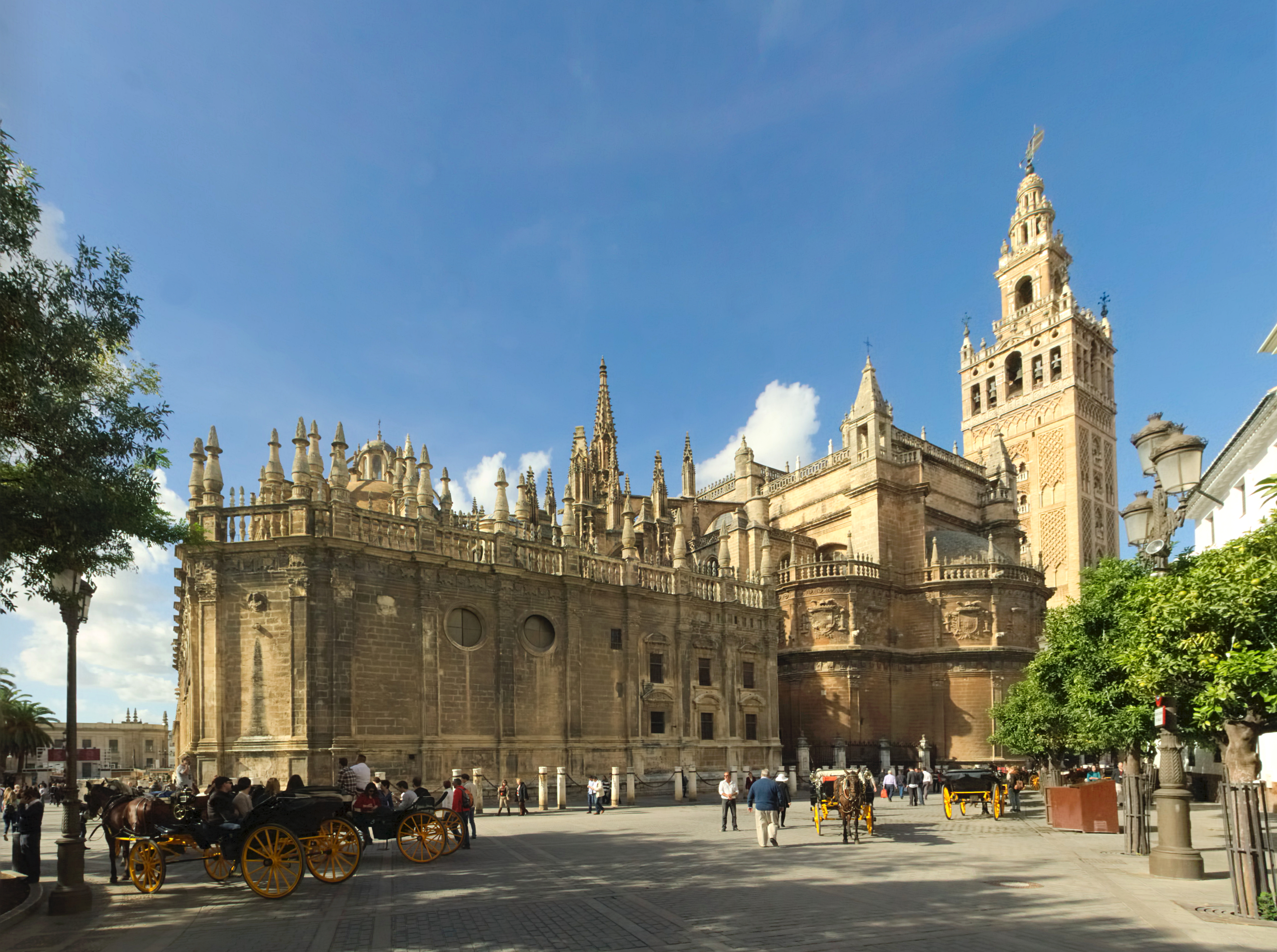
Kathedraal van Sevilla
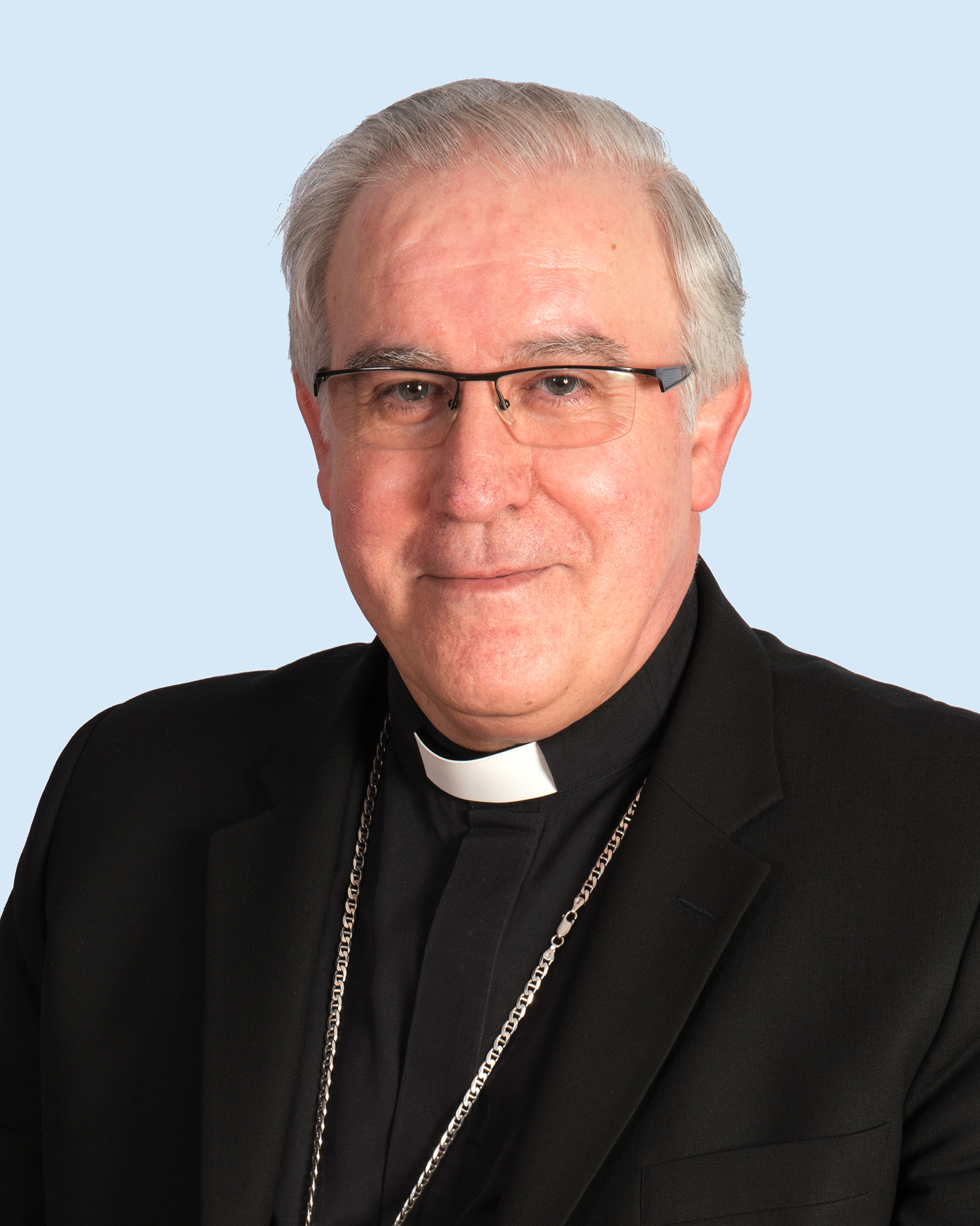
aartsbisschop José Ángel Saiz Meneses